# Вельке-Очи (гмина)
Вельке-Очи (пол. Wielkie Oczy) — сельская гмина (волость) в Польше, входит как административная единица в Любачувский повет, Подкарпатское воеводство. Население — 3916 человек (на 2004 год).

## Демография
| Перепись                       | Всего   | Всего | Женщины | Женщины | Мужчины | Мужчины |
| ------------------------------ | ------- | ----- | ------- | ------- | ------- | ------- |
| Единицы                        | человек | %     | человек | %       | человек | %       |
| Население                      | 3916    | 100   | 1989    | 50,8    | 1927    | 49,2    |
| Плотность населения (чел./км²) | 26,7    | 26,7  | 13,6    | 13,6    | 13,2    | 13,2    |

## Сельские округа
1. Бихале
2. Кобыльница-Руска
3. Кобыльница-Волоска
4. Лукавец
5. Майдан-Липовецки
6. Поток-Яворовски
7. Сколин
8. Вельке-Очи
9. Вулька-Жмиёвска
10. Жмиёвиска

## Поселения
1. Хрыцки
2. Чапляки
3. Чопы
4. Думы
5. Гереги
6. Глинки
7. Хорышне
8. Мельник
9. Нива
10. Подлазы
11. Романки
12. Ротыска
13. Сопле
14. Щебле
15. Тарнавске
16. Улица
17. Воля
18. Загробля